# 임창용
임창용(1976년 6월 4일 ~ )은 대한민국의 프로 야구선수로 전 삼성라이온즈, KIA 타이거즈의 투수이다.

## 선수 시절

### 한국 프로야구 시절

#### 해태 타이거즈시절
광주진흥고등학교를 졸업하고 1995년 해태 타이거즈에 고졸우선지명을 받아 입단하였다. 놀기 좋아하는 성격 때문에 첫 해를 대부분 2군에서 보냈다. 당시 해태 타이거즈의 2군 감독이였던 김성근의 밑에서 혹독한 훈련을 거치며, 입단 2년차부터 조금씩 두각을 나타내기 시작했다. 1996년에 그와 김정수가 마치 MLB 뉴욕 양키스의 마리아노 리베라, 존 웨틀랜드처럼 불펜에서 뛰어난 활약을 보여 정규 시즌 1위, 팀의 8번째 우승에 공헌했다. 1997년 풀 타임 마무리로 데뷔한 그는 14승 8패, 26세이브를 기록하며 KIA 타이거즈로 팀 명칭이 바뀌기 전 마지막 우승에 공헌했다. 이 해 불펜과 마무리를 오가며 135이닝을 소화했는데 이는 1993년 선동열의 125이닝보다 더 많은 이닝을 소화하며 '창용 불패'의 신화를 만들었다. 1998년에는 시즌 최다인 34세이브를 기록하며 역대 최연소 구원왕(22세)에 올랐다.

#### 삼성 라이온즈시절
1990년대 내내 강타선에 비해 약한 투수력으로 번번히 우승을 놓쳤던 삼성 라이온즈는 투수진 보강을 위해 팀의 간판 타자 양준혁을 트레이드 카드로 내걸 정도로 2년간 막 신예로 떠오른 그를 간절히 원했다. 거기에 해태 타이거즈가 경영난이 심각해지자 1998년 시즌 후 삼성 라이온즈는 양준혁, 황두성, 곽채진에 현금 20억원을 더한 조건으로 해태 타이거즈와 3:1 현금 트레이드에 합의했다. 이는 KBO 리그 사상 최대 규모의 트레이드였다. 이 사건으로 양준혁이 트레이드를 거부했다가 당시 감독이었던 김응용의 만류로 해태 타이거즈에 입단하는 해프닝이 벌어졌다.

##### 1999년~2004년
이적 후 첫 시즌인 1999년에 마무리로 등판하며 38세이브, 2점대 평균자책점을 기록해 두 부문 모두 리그 1위를 기록했는데 그 당시 삼성은 전년도 15선발승을 기록한 베이커가 이 해(1998년)  연봉의 배 이상의 연봉을 불러온  것 외에도 딸까지 둔 가장이었으나 경기가 끝날 때마다 여자를 요구한 데다 평소 주심의 스트라이크 존에 불만이 많아 어느 날 심판 판정에 불복하여 심판에게 욕설을 하는 등 좋지 않은 인성을 가졌던 터라 삼성과 재계약에 실패하여  미국으로 돌아간 데다 고참 성준도 롯데로 이적하여  쓸만한 좌완 투수 부재에 시달렸으며 노장진 (15선발승)(4위) 김상진(12선발승)(강병규와 공동 9위) 김진웅 (11선발승) 이들 3명의 평균자책점이 4점대 이상이었던 데다 에이스 김상엽이 부상으로 정규시즌 뿐 아니라 포스트시즌에 나가지 못하여 투수력이 수적-질적 모두 열세를 면치 못하자  마무리 투수로 뛰었음에도 138.2이닝을 소화해야 했다. 2000년까지 마무리로 활약한 그는 진필중과 함께 한국 최고의 마무리 투수 양대 산맥으로 꼽힐 정도로 최고의 활약을 펼쳤다.
2001년부터 그는 선발로 보직을 변경했는데 삼성은 본인(임창용)의 보직 변경에 앞서 쓸만한 좌완 선발 보강을 위해  베니토 바에스를 영입할 예정이었지만  바에스가 계약 직전 메이저리그(플로리다 말린스) 스프링캠프에 합류하여 무산되기도 했다. 2001 시즌 14승(모두 선발), 2002 시즌 17승(14선발), 2003 시즌 13승(모두 선발)으로 3년 연속 두 자릿수 승수를 쌓으며 김진웅, 배영수와 함께 주축 선발 투수로 활약했다. 특히 2002 시즌에는 팀의 정규 시즌 및 한국시리즈 통합 우승을 하는 데 큰 공을 세웠다.
그는 국가대표로도 많은 활약을 펼쳤는데, 1998년 방콕 아시안 게임, 2000년 시드니 올림픽, 2002년 부산 아시안 게임 등 세 개의 국제 대회에 출전해 대표팀이 좋은 성적을 거뒀다.
2003 시즌 후 선동열이 수석 코치 겸 투수 코치로 새롭게 부임하며 그는 다시 마무리로 이동했다. 그는 그 해 정규 시즌 36세이브, 2점대 평균자책점을 기록하며 여전히 최강 마무리임을 확인시켰다. 하지만 시즌 후반 구위가 떨어지며 2004년 포스트시즌에서 좋지 못한 모습을 보였다. 2004 시즌 후 FA 자격을 얻은 그는 일본 프로 야구 진출을 모색했다. 당시 일본의 도호쿠 라쿠텐 골든이글스나 후쿠오카 소프트뱅크 호크스에게 2002년 활약상의 비디오테이프를 전달했으나 계약을 맺지 못했고, 그의 높은 몸값에 대한 부담과 그 해 포스트 시즌에서 제 기량을 발휘하지 못한 점 등이 빌미가 돼 KBO 타 구단에서 그의 영입을 조심스러워 했다. 결국 잔류했으며 심정수, 정민태에 이어 리그 전체에서 고액 연봉 3위인 2년간 18억원(계약금 8억, 연봉 5억)에 계약했다.

##### 2005년~2007년
그는 2005년에 다시 선발 투수로 보직을 옮겼지만, 2004 시즌 말부터 계속된 제구력 및 구위의 난조로 5승 8패, 3홀드, 6점대 평균자책점이라는 프로 생활 최악의 성적을 기록했다. 이것은 그에게 혹사의 후유증이 드러나기 시작했음을 의미했다. 2005 시즌 도중 팔꿈치 부상을 당한 그는 결국 토미 존 수술을 받았다. 2006년 시즌에는 재활에만 전념했으며, 그 해 시즌 최종전 때 1군에서 등판하는 모습을 볼 수 있었다. 2006년 한국시리즈 3차전에서 연장 12회에 구원 등판해 김태균을 상대로 148km/h의 강속구를 던지며 삼진을 잡아 부활을 알렸다.
2007 시즌 배영수가 토미 존 수술을 받아 재활군에 머무르자 구단과 팬은 선발 투수였던 그에게 더욱 의지할 수밖에 없었다. 하지만 여전히 그의 기량은 회복되지 않았고, 5승 7패, 3홀드, 4점대 평균자책점의 실망스러운 성적으로 2005 시즌과 거의 동일한 모습을 보였다.

### 일본 프로야구 시절

#### 도쿄 야쿠르트 스왈로스시절
2007년에도 실망스런 성적을 내며 뭔가 새롭게 도전할 수 있는 환경과 동기 부여를 찾았다. 고민 끝에 그는 일본 프로 야구 진출을 다시 시도했다. 2004년 시즌 후 소속 팀 삼성 라이온즈와 맺었던 2년 FA 계약 기간이 끝나는 시점인데다 삼성 라이온즈는 그가 해외 진출을 원할 경우 조건 없이 풀어 주기로 미리 합의했기에 일본 진출을 다시 시도해 볼 수 있는 좋은 기회였다. 2007년 포스트시즌 준플레이오프가 끝나자마자 그는 일본 진출을 하고 싶다고 구단 측에 알렸고, 흔쾌히 동의를 받았다. 2005년부터 좋은 활약을 펼치지 못했을 뿐더러 자존심을 내세우기보단 새로운 리그에 도전한다는 것 자체가 그에게 더 중요했기에“인생의 황금기는 한 번이 아니라고 들었다. 정체된 나를 깨우고 싶었다.”라며, 몸값이 낮더라도 상관없이 어떻게든 일본에 진출하겠다는 강한 의지를 보였다.
일본 프로 야구 팀 중 센트럴 리그의 도쿄 야쿠르트 스왈로스가 그에게 가장 먼저 관심을 보였다. 2007 시즌 후 야쿠르트는 에이스 투수 2명, 용병 세스 그레이싱어와 재계약에 실패하고, 좌완 이시이 가즈히사가 세이부 라이온스로 이적해 투수진이 크게 약화됐기에 투수 영입이 필요한 상황이었다. 그는 야쿠르트와 2년 간 연봉 1,500만엔(한화 약 1억 2,400만원)의 조건으로 계약에 합의하며 일본에 진출했다.
그는 팀의 간판 마무리로 2008년 첫 시즌부터 뛰어난 활약을 했다.
2008년 요미우리와의 개막 첫 경기 때 구원 등판했고, 마무리 이가라시 료타의 부상으로 그 다음 날 마무리로 등판해 일본 진출 후 첫 세이브를 기록했다. 이 날 첫 삼진을 잡은 선수는 이승엽이었다. 인상적인 피칭을 보여줌으로써 현재까지도 팀의 주전 마무리로 2009년에는 클라이맥스 시리즈 제도가 생긴 후 처음으로 팀이 진출한 것에 일조했다. 그의 속구는 마치 뱀처럼 빠르고 꾸불꾸불하게 지나가는 것 같다고 하여 '뱀직구'라 불렸으며, 최고 구속은 일본에서 세 번째로 빠른 160km/h였다. 일본에 진출한 한국 선수 중 최초로 올스타전 팬 투표 부문 1위를 기록하며 올스타전에 출전했다. 이렇듯 일본 진출 2년 만에 스스로 퀼리티를 높여 실력을 인정받고 첫 해 기본 연봉 30만 달러, 2010년 50만 달러(추정)에서 2010년에는 200% 증가한 기본 연봉 160만 달러에 재계약했다. 그러나 2012년 시즌 중 발생한 팔꿈치 부상으로 재활에 전념했고 그 해 11월 15일에 방출됐다. 이후 팔꿈치 수술을 받은 그는 미국 진출을 선언했다.
한편, 본인(임창용)에 앞서 최동원이 1980년 말 야쿠르트 스카웃 제의를 받았으나 병역 문제가 걸려 좌절됐다.

### 미국 프로야구 시절

#### 시카고 컵스시절
2012년 12월 14일에 입단했다. 이로써 역대 3번째 KBO, NPB, MLB 순으로 활약한 선수가 됐다. 이후 팔꿈치 수술을 받고 재활 후 루키 리그부터 시작해서 트리플 A까지 올라와 마이너 21경기에 등판해 22.1이닝동안 13피안타, 4실점, 1점대 평균자책점을 기록했다. 확대 엔트리를 시행 후 2013년 9월 5일 셋업맨 마이클 보우덴을 방출 대기 조치하고 그를 MLB로 승격시켰다. 이로써 한국인으로는 14번째 메이저 리거가 됐다. 2013년 9월 7일 밀워키전에서 ⅔이닝 1피안타, 1볼넷, 무실점을 기록했다. 최고 구속은 93마일(150km)이었고, 1피안타는 야쿠르트에서 함께했던 외야수 아오키 노리치카에게 허용했다. 2005년 구대성이 세운 한국인 최고령 MLB 데뷔 기록을 경신했으며, 시카고 컵스에서 데뷔한 선수들 중 조 베리에 이어 2번째로 고령이었다.
2013년 12월 3일 논텐더 방출됐다.
이후에도 시카고 컵스에 초청 선수 자격으로 재합류한 뒤 시범경기에 등판해 MLB 재진입을 노렸지만 마이너로 강등당하자 결국 구단에 방출을 요청했다.

### 한국 프로야구 복귀

#### 삼성 라이온즈복귀
복귀 후 2014년 4월 13일 SK 와이번스와의 경기에서 구원 등판해 2408일만에 구원 승을 달성했으며, 5월 4일 NC 다이노스와의 경기에서 한일 통산 300세이브를 기록했다. 이후 받은 격려금 2,000만원을 세월호 참사 희생자 가족들에게 기부했다. 그러나 시즌이 갈수록 체력적인 문제와 함께 구위가 저하됐고 예전과 다르게 블론 세이브도 많아졌다. 주위의 우려에도 불구하고 당시 감독이었던 류중일은 그를 마무리로 계속 기용했고 2015년에 감독의 믿음에 보답하듯 마무리로 활약해 역대 최고령 구원왕에 등극했다. 2015년 3월 31일 kt 위즈와의 경기에서 통산 세 자릿수 승리 및 200세이브를 달성했으며 이 기록은 김용수 이후 역대 2번째, 세이브 부문에선 역대 4번째였다. 2015년 8월 16일 한화 이글스와의 경기에서 한일 통산 350세이브를 달성했다.

#### KIA 타이거즈복귀
도박 사건 후 그의 요청과 절실한 반성에 힘입어 2016년 3월 28일 친정 팀에 복귀하며 연봉 3억원에 계약을 맺었다. 그는 사죄의 뜻으로 연봉을 전액 기부했다.
2018년 10월 24일 재계약을 포기하고 방출됐다.

## 논란
- 2015년 삼성 라이온즈가 한국시리즈 경기를 앞두고 있었던 10월 15일에 삼성 라이온즈의 스타급 플레이어로 평가받는 간판투수 4명이 마카오에서 도박 게임을 즐겼다는 심증 뿐인 혐의로 검찰의 조사를 받게 됐다. 며칠이 지나 서야 이 선수들은 그와 윤성환, 안지만, 오승환이라는 것이 밝혀져, 2015년 삼성 라이온즈와 두산 베어스의 한국시리즈 엔트리에 이 세 선수는 모두 이름을 올리지 못했다. 결국 팀은 두산 베어스에게 1승 4패로 패배해 통합 5연패가 좌절됐다. 또한 프리미어 12 국가대표로 선발됐었던 그들은 모두 국가대표 엔트리에서 제외됐다. 이들을 대신해 엔트리에 들어간 장원준, 심창민, 임창민은 공교롭게도 프리미어 12 초대 우승의 영광을 누리게 됐다. 그는 2015년 11월 25일 검찰 소환 조사 때 도박 혐의를 시인했고 2015년 11월 30일 보류선수 명단에서 제외됐다. 그 후 KBO는 1월 8일 그가 복귀할 시 72경기 출장 정지 중징계를 내렸고, 검찰은 조사로 4,000만원대 도박으로 밝히고, 오승환과 같이 200만원의 벌금형에 처했다.
- 2017년 WBC 국가 대표로 출전 예정이었던 그는 일본 오키나와 전지 훈련 도중 무면허 접촉 사고를 일으켜 벌금을 지불한 것이 확인됐다. 이어 면허 갱신 기간이 지난 것을 인지하지 못했다고 설명했다.[33]
- 2017년 9월 12일 SK 와이번스와의 경기에서 불펜들이 대기하는 장소에 있던 그가 경기 도중 스마트폰을 사용하는 모습이 발견되며 논란을 일으켰으나 엄중 경고에만 그쳤다.

## 별명
예전에 '위기 상황 때마다 부르면 항상 나온다'는 뜻으로 삼성의 휴대폰 브랜드인 '애니콜(Anycall)'이라는 별명을 얻었다. 일본 도쿄 야쿠르트 스왈로스 소속일 때 팬들로부터 '야쿠르트 수호신', '미스터 제로', '이무타임'이라는 별명을 얻기도 했다. 이름의 '용'자를 영어로 하여 '창드래곤' 또는 줄여서 '창드'라고 불리며, 도박 사건으로 인해 '칩창용'이라고도 불린다.

## 특기
임창용은 일명 '뱀직구'를 던지는데 이는 말그대로 직구가 뱀처럼 나간다고 '뱀직구'라고 불린다.

## 국가대표 경력
- 1998년 방콕 아시안 게임
- 2000년 시드니 올림픽 게임
- 2002년 부산 아시안 게임
- 2009년 WBC
- 2014년 인천 아시안 게임
- 2017년 WBC

| 팀                                                      | 1 | 2 | 3 | 4 | 5 | 6 | 7 | 8 | 9 | R | H | E |
| 일본                                                    | 0 | 0 | 0 | 0 | 1 | 0 | 0 | 0 | 0 | 1 | 7 | 1 |
| 대한민국                                                | 3 | 0 | 0 | 0 | 0 | 0 | 0 | 1 | X | 4 | 4 | 0 |
| 승리 투수: 봉중근 패전 투수: 다르빗슈 유 세이브: 임창용 |   |   |   |   |   |   |   |   |   |   |   |   |

| 팀                                                                                 | 1 | 2 | 3 | 4 | 5 | 6 | 7 | 8 | 9 | 10 | R | H  | E |
| 일본                                                                               | 0 | 0 | 1 | 0 | 0 | 0 | 1 | 1 | 0 | 2  | 5 | 15 | 0 |
| 대한민국                                                                           | 0 | 0 | 0 | 0 | 1 | 0 | 0 | 1 | 1 | 0  | 3 | 5  | 1 |
| 승리 투수: 다르빗슈 유 패전 투수: 임창용 세이브: 없음 홈런: 한국 – 추신수(5회 1점) |   |   |   |   |   |   |   |   |   |    |   |    |   |

## 주요 기록

### KBO
- 첫 등판 : 1995년 6월 18일, 대 삼성 라이온즈 (대구시민운동장 야구장) 전
- 최연소 구원왕 : 1998년 22세, 34세이브 기록
- 평균 자책점 1위 : 1999년 마무리로서 규정 이닝을 채우며 평균 자책점 1위(2.14) 등극
- 최연소 100세이브 : 2000년 4월 14일, 대 해태 전(대구)
- 3년 연속 30세이브 달성 : 역대 첫 번째로 1998년(34세이브), 1999년(38세이브), 2000년(30세이브)
- 선발로 전향 : 2001년(14승), 2002년(17승), 2003년(13승)
- 최연소 150세이브 : 2004년 6월 27일, 대 롯데 전(사직)
- 프로 통산 2번째(최연소)로 100승 150세이브 : 통산 100승-100세이브는 그와 선동열, 김용수, 송진우만 달성(통산 100선발승 이상 - 100세이브 이상은 송진우가 유일)(163선발승 103세이브)
- 프로 통산 13번째 투수 부문 534경기 출장
- 한일 통산 300세이브 : 2014년 5월 4일, 대 NC 전(대구)
- 프로 통산 2번째 100승 200세이브, 역대 4번째 200세이브 : 2015년 3월 31일, 대 kt 위즈 전 (수원) (100승 200세이브는 김용수 다음으로 역대 2번째로 달성)

| 기록         | 날짜        | 소속 | 구장 | 상대팀 | 상대 타자 | 경기 결과 | 경기수 | 달성 당시 나이  | 기타        | 각주 |
| ------------ | ----------- | ---- | ---- | ------ | --------- | --------- | ------ | --------------- | ----------- | ---- |
| 500경기 출장 | 2007. 5. 8  | 삼성 | 잠실 | 두산   |           |           |        | 30세 11개월 4일 | 역대 15번째 |      |
| 200 세이브   | 2015. 3. 31 | 삼성 | 수원 | kt     |           |           |        | 38세 7개월 27일 | 역대 4번째  |      |

### NPB
- 첫 등판 : 2008년 3월 28일, 대 요미우리 자이언츠 1차전(메이지 진구 구장), 8회초에 구원 등판, 1이닝 무실점
- 첫 탈삼진 : 상동, 8회초에 이승엽으로부터
- 첫 세이브 : 2008년 3월 29일, 대 요미우리 자이언츠 2차전(메이지 진구 구장)
- 첫 승리 : 2008년 5월 23일, 대 지바 롯데 마린스 2차전(지바 마린 스타디움), 10회말에 구원 등판, 1이닝 무실점
- 첫 홀드 : 2008년 7월 5일, 대 히로시마 도요 카프 7차전(히로시마 시민 구장)
- 데뷔 첫 해 30세이브 달성 : 2008년 9월 4일, 대 주니치 드래건스(메이지 진구 구장), 9회 2사 등판 무실점, 1990년 요다 쓰요시(31세이브), 2000년 에디 게일러드(35세이브) 이후 역대 세 번째
- 한일 통산 200세이브 달성 : 2008년 10월 8일, 대 요코하마 베이스타스(메이지 진구 구장) 9회 등판, 1이닝 무실점
- 일본 역대 3위 최고 구속 기록 : 2009년 5월 15일, 대 한신 타이거스의 아라이 다카히로를 상대로 160km, 직구를 던짐, 마크 크룬(162km), 사토 요시노리(161km) 이어 일본 3위, 일본 내 아시아 선수로는 2번째 스피드에 해당된다.
- 0.00 미스터 제로 행진 : 2009년 7월 12일,대 요코하마 베이스타스(메이지 진구 구장) 9회 등판, 우익수 희생 플라이로 실점, 이로써 33경기, 33.2이닝 동안 시즌 개막부터 이어온 무자책점 행진을 끝냈다.
- 한국 선수 최초로 팬투표 1위 올스타 선정 : 2009년 7월 25일 센트럴 리그가 3-5로 뒤진 8회 등판, 1회 무실점, 특히 2홈런을 때려 최고 타격감을 보이고 있던 후쿠오카 소프트뱅크 호크스의 마쓰나카 노부히코를 상대로 95km 초저속 커브를 던짐
- 클라이맥스 시리즈 첫 세이브 : 2009년 10월 17일, 대 주니치 드래건스 제1 스테이지 1차전에서 3-2로 앞선 8회 2사 1,2루에 등판, 1⅓이닝 1피안타 1탈삼진 무실점
- 한일 통산 231세이브 달성 : 2010년 3월 30일, 대 주니치 드래건스(메이지 진구 구장) 9회 등판, 1이닝 무실점
- 3년 연속 20세이브 기록 : 2010년 7월 21일, 대 요미우리 자이언츠 4-2 앞선 상황에서 8회 등판, 2이닝 4안타 1실점
- 2년 연속 올스타전 출전 : 2010년 7월 24일, 감독 추천으로 출전해 5-5 동점 상황인 9회 등판, 1이닝 무실점
- 한일 통산 250세이브 달성 : 2010년 8월 3일, 대 주니치 드래건스(메이지 진구 구장) 9회 등판, 1이닝 무실점(시즌 21세이브, 일본 프로 야구 통산 82세이브)
- 일본 통산 90세이브 달성 : 2010년 9월 11일, 대 한신 타이거스(한신 고시엔 구장) 9회 등판, 1이닝 무실점(시즌 29세이브)
- 일본 통산 100세이브 달성 : 2011년 5월 4일, 대 주니치 드래건스(메이지 진구 구장) 9회 등판, 1이닝 1실점(시즌 4세이브)

### MLB
- 첫 등판 : 2013년 9월 7일, 대 밀워키 브루어스 (리글리 필드), 7회초에 구원 등판, ⅔이닝 1피안타 1볼넷 무실점
- 한국인 최고령(37세) MLB 데뷔 기록 경신, 이전 기록은 2005년 4월 4일 뉴욕 메츠에 데뷔한 구대성으로 36세

## 경력
- 1998년, 2004년, 2015년 최고 구원 투수
- 1998년 방콕 아시안 게임 금메달
- 1999년 최고 평균자책점
- 2000년 시드니 올림픽 동메달
- 2002년 부산 아시안 게임 금메달
- 2008년 제 13회 일구회 특별상
- 2009년 WBC 준우승
- 2014년 인천 아시안 게임 금메달

## 등번호

### KBO
- '37' (1995년 ~ 1998년, 해태 타이거즈 / 2001년 ~ 2005년, 2014년 ~ 2015년 삼성 라이온즈)
- '39' (1999년 ~ 2000년, 삼성 라이온즈)
- '35' (2006년 ~ 2007년, 삼성 라이온즈)
- '37' (2016년, KIA 타이거즈)
- '12' (2016년 ~ 2018년, KIA 타이거즈)

### NPB
- '12' (2008년 ~ 2012년, 도쿄 야쿠르트 스왈로스)

### MLB
- '12' (2013년, 시카고 컵스)

## 통산 기록
| 연 도           | 소 속           | 나 이           | 승 리 | 패 전 | 승 률 | 평 자 책 | 출 장 | 선 발 | 완 투 | 완 봉 | 세 이 브 | 홀 드 | 이 닝  | 피 안 타 | 피 홈 런 | 볼 넷 | 고 4 | 탈 삼 진 | 몸 맞 | 보 크 | 폭 투 | 실 점 | 자 책 | 타 자 수 | W H I P |
| --------------- | --------------- | --------------- | ----- | ----- | ----- | -------- | ----- | ----- | ----- | ----- | -------- | ----- | ------ | -------- | -------- | ----- | ---- | -------- | ----- | ----- | ----- | ----- | ----- | -------- | ------- |
| 1995            | 해태            | 19              | 0     | 2     | .000  | 5.83     | 14    | 2     | 0     | 0     | 0        | 0     | 29.1   | 37       | 0        | 5     | 0    | 16       | 3     | 0     | 1     | 19    | 19    | 126      | 1.43    |
| 1996            | 해태            | 20              | 7     | 7     | .500  | 3.22     | 49    | 7     | 0     | 0     | 0        | 0     | 114.2  | 91       | 8        | 38    | 1    | 78       | 6     | 0     | 4     | 48    | 41    | 469      | 1.13    |
| 1997            | 해태            | 21              | 14    | 8     | .636  | 2.33     | 64    | 0     | 0     | 0     | 26       | 0     | 135.0  | 93       | 6        | 36    | 7    | 120      | 6     | 0     | 1     | 44    | 35    | 526      | 0.96    |
| 1998            | 해태            | 22              | 8     | 7     | .533  | 1.89     | 59    | 0     | 0     | 0     | 34       | 0     | 133.2  | 90       | 4        | 30    | 8    | 141      | 12    | 0     | 2     | 35    | 28    | 524      | 0.90    |
| 1999            | 삼성            | 23              | 13    | 4     | .765  | 2.14     | 71    | 0     | 0     | 0     | 38       | 0     | 138.2  | 91       | 10       | 29    | 3    | 141      | 7     | 0     | 3     | 33    | 33    | 535      | 0.87    |
| 2000            | 삼성            | 24              | 5     | 4     | .556  | 1.52     | 52    | 0     | 0     | 0     | 30       | 0     | 88.2   | 58       | 2        | 22    | 2    | 95       | 9     | 1     | 3     | 19    | 15    | 345      | 0.90    |
| 2001            | 삼성            | 25              | 14    | 6     | .700  | 3.90     | 30    | 29    | 1     | 1     | 1        | 0     | 184.2  | 169      | 25       | 62    | 7    | 136      | 17    | 1     | 2     | 88    | 80    | 791      | 1.25    |
| 2002            | 삼성            | 26              | 17    | 6     | .739  | 3.08     | 36    | 29    | 0     | 0     | 2        | 0     | 204.1  | 188      | 24       | 34    | 4    | 160      | 24    | 0     | 2     | 82    | 70    | 841      | 1.09    |
| 2003            | 삼성            | 27              | 13    | 3     | .813  | 3.55     | 28    | 26    | 1     | 1     | 1        | 0     | 147.0  | 141      | 15       | 44    | 1    | 85       | 15    | 0     | 1     | 63    | 58    | 618      | 1.26    |
| 2004            | 삼성            | 28              | 2     | 4     | .333  | 2.01     | 61    | 0     | 0     | 0     | 36       | 0     | 67.0   | 51       | 4        | 22    | 1    | 67       | 4     | 0     | 0     | 19    | 15    | 271      | 1.09    |
| 2005            | 삼성            | 29              | 5     | 8     | .385  | 6.50     | 29    | 14    | 0     | 0     | 0        | 3     | 91.1   | 110      | 11       | 36    | 1    | 70       | 15    | 1     | 3     | 67    | 66    | 427      | 1.60    |
| 2006            | 삼성            | 30              | 1     | 0     | 1.000 | 4.50     | 1     | 0     | 0     | 0     | 0        | 0     | 2.0    | 3        | 0        | 1     | 0    | 0        | 0     | 0     | 0     | 1     | 1     | 9        | 2.00    |
| 2007            | 삼성            | 31              | 5     | 7     | .417  | 4.90     | 40    | 21    | 0     | 0     | 0        | 3     | 119.1  | 138      | 9        | 44    | 1    | 62       | 10    | 0     | 0     | 68    | 65    | 536      | 1.53    |
| 2008            | 야쿠르트        | 32              | 1     | 5     | .167  | 3.00     | 54    | 0     | 0     | 0     | 33       | 3     | 51.0   | 55       | 6        | 9     | 3    | 50       | 2     | 0     | 1     | 18    | 17    | 214      | 1.25    |
| 2009            | 야쿠르트        | 33              | 5     | 4     | .556  | 2.05     | 57    | 0     | 0     | 0     | 28       | 5     | 57.0   | 40       | 4        | 19    | 4    | 52       | 2     | 0     | 2     | 15    | 13    | 229      | 1.04    |
| 2010            | 야쿠르트        | 34              | 1     | 2     | .333  | 1.46     | 53    | 0     | 0     | 0     | 35       | 6     | 55.2   | 32       | 3        | 16    | 1    | 53       | 2     | 0     | 1     | 9     | 9     | 214      | 0.86    |
| 2011            | 야쿠르트        | 35              | 4     | 2     | .667  | 2.17     | 65    | 0     | 0     | 0     | 32       | 4     | 62.1   | 40       | 2        | 22    | 3    | 69       | 3     | 0     | 3     | 15    | 15    | 247      | 1.00    |
| 2012            | 야쿠르트        | 36              | 0     | 0     | ----  | 0.00     | 9     | 0     | 0     | 0     | 0        | 3     | 7.0    | 6        | 0        | 2     | 0    | 7        | 0     | 0     | 1     | 0     | 0     | 28       | 1.14    |
| 2013            | CHC             | 37              | 0     | 0     | ----  | 5.40     | 6     | 0     | 0     | 0     | 0        | 0     | 5.0    | 6        | 0        | 7     | 1    | 5        | 1     | 0     | 1     | 3     | 3     | 27       | 2.60    |
| 2014            | 삼성            | 38              | 5     | 4     | .556  | 5.84     | 49    | 0     | 0     | 0     | 31       | 0     | 44.2   | 50       | 4        | 21    | 0    | 52       | 4     | 0     | 5     | 33    | 29    | 205      | 1.59    |
| 2015            | 삼성            | 39              | 5     | 2     | .714  | 2.83     | 55    | 0     | 0     | 0     | 33       | 0     | 54.0   | 45       | 2        | 13    | 2    | 71       | 3     | 0     | 1     | 17    | 17    | 219      | 1.07    |
| 2016            | KIA             | 40              | 3     | 3     | .500  | 4.37     | 34    | 0     | 0     | 0     | 15       | 0     | 35.0   | 45       | 5        | 10    | 3    | 38       | 1     | 1     | 5     | 18    | 17    | 159      | 1.57    |
| 2017            | KIA             | 41              | 8     | 6     | .571  | 3.78     | 51    | 0     | 0     | 0     | 7        | 9     | 50.0   | 51       | 3        | 22    | -    | 58       | 5     | 1     | 5     | 18    | 17    | 225      | 1.46    |
| 2018            | KIA             | 42              | 5     | 5     | .500  | 5.42     | 37    | 12    | 0     | 0     | 4        | 4     | 86.1   | 92       | 16       | 29    | 1    | 84       | 0     | 0     | 5     | 54    | 52    | 358      | 1.40    |
| KBO 통산 : 18년 | KBO 통산 : 18년 | KBO 통산 : 18년 | 130   | 86    | .602  | 3.45     | 760   | 140   | 2     | 2     | 258      | 19    | 1675.2 | 1492     | 145      | 476   | 42   | 1416     | 136   | 4     | 38    | 708   | 641   | 6959     | 1.18    |
| NPB 통산 : 5년  | NPB 통산 : 5년  | NPB 통산 : 5년  | 11    | 13    | .458  | 2.09     | 238   | 0     | 0     | 0     | 128      | 21    | 233.0  | 173      | 15       | 68    | 11   | 231      | 9     | 0     | 7     | 57    | 54    | 932      | 1.03    |
| MLB 통산 : 1년  | MLB 통산 : 1년  | MLB 통산 : 1년  | 0     | 0     | ----  | 5.40     | 6     | 0     | 0     | 0     | 0        | 0     | 5.0    | 6        | 0        | 7     | 1    | 5        | 1     | 0     | 1     | 3     | 3     | 27       | 2.60    |

- 시즌 기록 중 굵은 글씨는 해당 시즌 최고 기록

## 같이 보기
- 대한민국 출신 메이저 리그 베이스볼 선수 목록

## 참조
1. 1 2 3  한국일보 - 2005년 5월 기사 "진필중 · 임창용, 변신이 유죄?" 보관됨 2014-04-14 - 웨이백 머신
2. ↑  권인하 (2015년 12월 29일). “삼성 외국인 투수 내년엔 15승 벽 넘을까”. 스포츠조선. 2022년 6월 23일에 확인함.
3. ↑  최영호 (1998년 11월 16일). “[프로야구] 삼성, 베이커와 재계약 포기”. 영남일보. 2022년 6월 23일에 확인함.
4. ↑  최영호 (1998년 8월 27일). “[프로야구] 삼성 망신, 현대에 6-19 대패”. 영남일보. 2022년 6월 23일에 확인함.
5. ↑  장환수 (1999년 3월 11일). “프로야구 선수'삐끗'우승꿈'삐걱'”. 동아일보. 2022년 6월 23일에 확인함.
6. ↑  김형준의 칼럼 - 2009년 5월 기사 "공포의 ‘3이닝 마무리’ 임창용"
7. ↑  세계일보 - 2010년 8월 기사 "이용찬, “올해 구원왕도 나야”"
8. ↑  오승환, 진필중·임창용 ‘전성기 버금’ :: 네이버 뉴스
9. ↑  [프로야구]진필중-임창용 '엇갈린 명암' :: 네이버 뉴스
10. ↑  최용석 (2000년 12월 22일). “[프로야구] 삼성, 좌완투수 바에스 낙점”. 동아일보. 2022년 6월 22일에 확인함.
11. 1 2 3 4  조이 뉴스 24 - 2008년 12월 기사 "임창용, 생애 마지막 태극 마크를 위해"
12. ↑  삼성, 올 겨울 190억원 썼다 :: 네이버 뉴스
13. ↑  특급 투수 임창용, 왜 외면당했나? :: 네이버 뉴스
14. ↑  심정수 ‘연봉왕’ 등극 :: 네이버 뉴스
15. ↑  <기자수첩> 임창용 파동과 삼성 프런트 :: 네이버 뉴스
16. ↑  <프로야구> 김동주.배영수, 삭발 결의 :: 네이버 뉴스
17. ↑  <프로야구> 심정수 연봉킹..삼성 역시 최고 부자구단 :: 네이버 뉴스
18. 1 2  스포츠 칸 - 2009년 6월 기사 "임창용 “슬라이더 · 포크볼 각이 나를 세웠다”"
19. ↑  동아일보 - 2009년 9월 기사 "수술의 기적?… 피나는 노력만 있을 뿐"
20. ↑  조이 뉴스 24 - 2007년 11월 기사 "일본행 임박 임창용, 개인적으로 큰 의미"
21. ↑  SBS - 2007년 11월 기사 "임창용, 전격 일본 진출… 야쿠르트 계약 임박"
22. ↑  한겨레 - 2007년 12월 기사 "임창용, 일본 야쿠르트 입단"
23. ↑  OSEN - 2008년 3월 기사 "임창용, 155km 광속구에 일본 깜짝"[깨진 링크(과거 내용 찾기)]
24. ↑  “金在博(김재박) 日巨人(일거인)서스카우트교섭”. 동아일보. 1980년 12월 25일. 2022년 2월 12일에 확인함.
25. ↑  위기 때마다 더 큰 도전…37세 임창용 빅 리그 입성 - 헤럴드경제
26. ↑  임창용, 인생의 축소판 같았던 ML 데뷔전 - MK스포츠
27. ↑  ML 데뷔전 치른 임창용, 컵스에서도 최고령 기록 경신 - 엑스포츠뉴스
28. ↑  임창용, 시카고 컵스에서 논텐더 방출 - OSEN
29. ↑  “임창용 1.2이닝 퍼펙트, 2408일만에 구원승”. 스포츠Q. 2014년 4월 13일.
30. ↑  “-프로야구- 삼성, NC에 역전승…임창용 한·일 통산 300세이브(종합)”. 연합뉴스. 2014년 5월 4일.
31. ↑  “임창용, 300세이브 격려금 전액 세월호 희생자에게”. 스포츠서울. 2014년 5월 6일.
32. ↑  KIA 임창용에게 방출 통보, 재계약 불가 - 일간스포츠
33. ↑  WBC 공식 홈페이지 2009년 3월 18일 경기 박스스코어
34. ↑  공식 홈페이지 2009년 3월 24일 경기 박스스코어